# 時間管理局
《时间管理局》（西班牙語：El Ministerio del Tiempo）是Onza Partners、Cliffhanger、西班牙国家电视台、Motion Content Group、Globomedia联合制作的科幻电视连续剧，该剧由帕勃罗·奥利瓦雷斯与哈维尔·奥利瓦雷斯主创，自2015年2月24日起在西班牙电视一台播出。
该剧围绕着西班牙政府中的神秘单位——时间管理局展开，这个机构的存在只有西班牙国王、首相等少数人知道，专门负责管理和守护无数个连接过去的“门”，并阻止一切对既往历史作出重大改变的行为。
2020年5月5日，《时间管理局》第四季开始播出——此时距离上一季最后一集的播出时间已经间隔了两年半之久。包括魯道夫·桑丘在内的一众演员均回归到了第四季的演出队伍当中。

## 角色及演員

### 主角
| 角色                                          | 演員                                             | 備註 |
| --------------------------------------------- | ------------------------------------------------ | ---- |
| 艾梅莉雅 · 福爾奇（Amelia Folch）             | 奧拉 · 加里多（Aura Garrido）                    |      |
| 阿隆索 · 恩特雷里奥斯（Alonso de Entrerríos） | 納喬 · 佛萊斯內妲（Nacho Fresneda）              |      |
| 胡利安 · 马丁内斯（Julián Martínez）          | 魯道夫 · 桑丘（Rodolfo Sancho）                  |      |
| 埃内斯托 · 希梅內斯（Ernesto Jiménez）        | 胡安 · 赫亞（Juan Gea）                          |      |
| 艾琳 · 拉臘（Irene Larra）                    | 卡雅塔娜·吉蘭·庫爾沃 （Cayetana Guillén Cuervo） |      |
| 薩爾瓦多 · 馬蒂（Salvador Martí）             | 傑米 · 布蘭奇（Jaime Blanch）                    |      |
| 安格絲蒂雅（Angustias）                       | 法蘭西斯卡 · 皮諾（Francesca Piñón）             |      |

### 配角
| 角色                                  | 演員                                    | 備註 |
| ------------------------------------- | --------------------------------------- | ---- |
| 蘿拉 · 蒙迪埃塔 （Lola Mendieta）     | 娜塔莉雅·米蘭 （Natalia Millán）        |      |
| 狄亞哥·維拉斯奎茲 （Diego Velázquez） | 胡立安 · 維亞藍 （Julián Villagrán）    |      |
| 玫特 （Maite）                        | 瑪爾 · 優伊德墨林思 （Mar Ulldemolins） |      |
| 保羅 · 沃爾柯特 （Paul Walcott）      | 吉米 · 蕭 （Jimmy Shaw）                |      |
| 恩里克 · 福爾奇 （Enric Folch）       | 澤維爾 · 博阿達 （Xavier Boada）        |      |
| 布蘭卡 （Blanca）                     | 蘇珊娜 · 科爾多瓦 （Susana Córdoba）    |      |

## 外部連結
- 官方网站 （西班牙語）
- 互联网电影数据库（IMDb）上《時間管理局》的资料（英文）